# Оррок (тауншип, Миннесота)
Оррок (англ. Orrock) — тауншип в округе Шербурн, Миннесота, США. На 2000 год его население составило 2764 человека.

## География
По данным Бюро переписи населения США площадь тауншипа составляет 93,9 км², из которых 90,4 км² занимает суша, а 3,5 км² — вода (3,72 %).

## Демография
По данным переписи населения 2000 года здесь находились 2764 человека, 892 домохозяйства и 753 семьи. Плотность населения — 30,6 чел./км². На территории тауншипа расположено 952 постройки со средней плотностью 10,5 построек на один квадратный километр. Расовый состав населения: 97,72 % белых, 0,11 % афроамериканцев, 0,51 % коренных американцев, 0,43 % азиатов, 0,51 % — других рас США и 0,72 % приходится на две или более других рас. Испанцы или латиноамериканцы любой расы составляли 1,05 % от популяции тауншипа.
Из 892 домохозяйств в 48,3 % воспитывались дети до 18 лет, в 75,7 % проживали супружеские пары, в 4,5 % проживали незамужние женщины и в 15,5 % домохозяйств проживали несемейные люди. 10,3 % домохозяйств состояли из одного человека, при том 1,7 % из — одиноких пожилых людей старше 65 лет. Средний размер домохозяйства — 3,10, а семьи — 3,36 человека.
32,9 % населения — младше 18 лет, 6,8 % — в возрасте от 18 до 24 лет, 36,2 % — от 25 до 44, 20,2 % м от 45 до 64, и 3,9 % — старше 65 лет. Средний возраст — 33 года. На каждые 100 женщин приходилось 109,1 мужчин. На каждые 100 женщин старше 18 приходилось 109,4 мужчин.
Средний годовой доход домохозяйства составлял 60 168 долларов, а средний годовой доход семьи — 61 599 долларов. Средний доход мужчин — 42 593 доллара, в то время как у женщин — 31 357. Доход на душу населения составил 22 540 долларов. За чертой бедности находились 2,7 % семей и 4,5 % всего населения тауншипа, из которых 5,8 % младше 18 и 3,5 % старше 65 лет.